# Making the Video
Making the Video é um programa da MTV que acompanha o processo de filmagem de vários videoclipes. Geralmente, o diretor explica o conceito do videoclipe, e ao longo do programa são visíveis diversos momentos humorísticos, terminando sempre com a revelação do videoclipe acabado de criar.
Britney Spears e Christina Aguilera marcaram mais presença neste programa de televisão do que qualquer outro artista. Ambas revelaram as filmagens de oito videoclipes, embora três dos videoclipes de Christina Aguilera que foram mostrados resultaram de colaborações com outros artistas.

## Episódios
1ª Temporada
- 98 Degrees - "I Do (Cherish You)" - 1999
- Britney Spears - "Crazy (The Stop! Remix)" - 1999
- LL Cool J - "Deepest Bluest" - 1999
- Jordan Knight - "I Could Never Take the Place of Your Man" - 1999
- Jennifer Lopez - "Waiting for Tonight" - 1999
- Jay-Z - "Girl's Best Friend" - 1999
- Jewel - "Jupiter (Swallow the Moon)" - 1999
- Blink-182 - "All the Small Things" - 1999
- Mariah Carey - "Heartbreaker" - 1999
- Chris Cornell - "Can't Change Me" - 1999
- Puff Daddy com R. Kelly - "Satisfy You" - 1999
- The Offspring - "She's Got Issues" - 1999
- Red Hot Chili Peppers - "Around the World" - 1999
- Sugar Ray - "Falls Apart" - 1999
- Garbage - "The World Is Not Enough" - 1999
- Enrique Iglesias - "Rhythm Divine" - 1999
- Whitney Houston - "I Learned from the Best" - 1999
- R.E.M. - "The Great Beyond" - 1999

2ª Temporada
- Dr. Dre com Eminem - "Forgot About Dre" - 2000
- 'N Sync - "Bye Bye Bye" - 2000
- Sisqo - "Thong Song" - 2000
- Mandy Moore - "Walk Me Home" - 2000
- Hanson - "This Time Around" - 2000
- Jay-Z - "Big Pimpin'" - 2000
- No Doubt - "Ex-Girlfriend" - 2000
- Da Brat com Tyrese - "What'Chu Like" - 2000
- Jessica Simpson com Nick Lachey - "Where You Are" - 2000
- Stone Temple Pilots - "Sour Girl" - 2000
- Beck - "Mixed Bizness" - 2000
- Christina Aguilera - "I Turn To You" - 2000
- Britney Spears - "Oops...I Did It Again" - 2000
- Kid Rock - "American Bad Ass" - 2000
- Eminem - "The Real Slim Shady" - 2000
- Foo Fighters - "Breakout" - 2000
- Metallica - "I Disappear" - 2000
- 'N Sync - "It's Gonna Be Me" - 2000

3ª Temporada
- Janet Jackson - "Doesn't Really Matter" - 2000
- LL Cool J - "Imagine That" - 2000
- Britney Spears - "Lucky" - 2000
- Busta Rhymes - "Fire" - 2000
- Big Tymers - "#1 Stunna" - 2000
- 98 Degrees - "Give Me Just One Night" - 2000
- Christina Aguilera - "Come On Over Baby (All I Want Is You)" - 2000
- 2Gether - "The Hardest Part Of Breaking Up" - 2000
- Lenny Kravitz - "Again" - 2000
- Destiny's Child - "Independent Women Pt. 1" - 2000
- Ricky Martin - "She Bangs" - 2000
- Backstreet Boys - "Shape of My Heart" - 2000
- Blink-182 - "Man Overboard" - 2000
- OutKast - "Ms. Jackson" - 2000
- Britney Spears - "Stronger" - 2000
- BBMak - "Still On Your Side" - 2000
- Jennifer Lopez - "Love Don't Cost A Thing" - 2000

4ª Temporada
- Ricky Martin com Christina Aguilera - "Nobody Wants To Be Lonely" - 2001
- Snoop Dogg - "Lay Low" - 2001
- Eve - "Who's That Girl?" - 2001
- Aerosmith - "Jaded" - 2001
- Matchbox Twenty - "Mad Season" - 2001
- Destiny's Child - "Survivor" - 2001
- Jay-Z com R. Kelly - "Guilty Until Proven Innocent" e R. Kelly com Jay-Z - "Fiesta" - 2001
- Dream - "This Is Me" e Tyrese - "I Like Them Girls" - 2001

5ª Temporada
- Christina Aguilera, Lil' Kim, Mya e Pink - "Lady Marmalade" - 2001
- Baha Men - "Best Years of Our Lives" - 2001
- U2 - "Elevation" - 2001
- 'N Sync - "Pop" - 2001
- Destiny's Child - "Bootylicious" - 2001
- Sisqo - "Can I Live" - 2001
- Jennifer Lopez com Ja Rule - "I'm Real" - 2001
- Ludacris com Nate Dogg - "Area Codes" - 2001

6ª Temporada
- Britney Spears - "I'm A Slave 4 U" - 2001
- On The Line All Stars - "On The Line" - 2001
- P. Diddy - "Diddy" - 2001
- Janet Jackson - "Son Of A Gun (I Betcha Think This Song Is About You" - 2001
- Pink - "Get The Party Started" - 2001

7ª Temporada
- No Doubt - "Hey Baby" - 2001
- Ja Rule com Ashanti - "Always On Time" - 2001
- Creed - "My Sacrifice" - 2001
- Kid Rock - "Forever" - 2001
- Marilyn Manson - "Tainted Love" - 2001

8ª Temporada
- Nick Cannon, Lil' Romeo e 3LW - "Parents Just Don't Understand" - 2001
- Britney Spears - "I'm Not A Girl, Not Yet A Woman" - 2001
- Foo Fighters - "The One" - 2001
- Enrique Iglesias - "Escape" - 2002
- Brandy - "What About Us?" - 2002
- Shakira - "Underneath Your Clothes" - 2002
- Pink - "Don't Let Me Get Me" - 2002
- Usher com Ludacris - "U Don't Have To Call" - 2002
- Godsmack - "I Stand Alone" - 2002
- No Doubt - "Hella Good" - 2002

9ª Temporada
- Sum 41 - "What We're All About" - 2002
- Puddle of Mudd - "Drift & Die" - 2002
- P.O.D. - "Boom" - 2002
- Eminem - "Without Me" - 2002
- P. Diddy com Loon, Ginuwine e Mario Winans - "I Need A Girl Pt. 2" - 2002
- Jennifer Lopez com Nas - "I'm Gonna Be Alright" - 2002
- Papa Roach - "She Loves Me Not" - 2002
- Nelly - "Hot In Herre" - 2002
- Will Smith - "Nod Ya Head" - 2002
- Beyoncé Knowles - "Work It Out" - 2002
- Kelly Osbourne - "Papa Don't Preach" - 2002
- Eve com Alicia Keys - "Gangsta Lovin'" - 2002
- Jennifer Love Hewitt - "BareNaked" - 2002
- Shakira - "Objection (Tango)" - 2002
- Michelle Branch - "Goodbye To You" - 2002
- Jimmy Fallon - "Idiot Boyfriend" - 2002
- Lil' Bow Wow, Lil' Wayne, Lil' Zane e Sammie - "Hardball" - 2002
- Avril Lavigne - "Sk8er Boi" - 2002
- Justin Timberlake - "Like I Love You" - 2002
- Nick Carter - "Help Me" - 2002
- Kelly Clarkson - "Before Your Love" - 2002
- Christina Aguilera - "Dirrty" - 2002
- Madonna - "Die Another Day" - 2002
- Missy Elliott - "Work It" - 2002
- Jennifer Lopez - "Jenny From The Block" - 2002

10ª Temporada
- Good Charlotte - "The Anthem" - 2003
- Mariah Carey com Cam'ron - "Boy (I Need You)" - 2003
- DMX - "Gonna Give It To Ya" - 2003
- Justin Timberlake - "Rock Your Body" - 2003
- Linkin Park - "Somewhere I Belong" - 2003
- Avril Lavigne - "Losing Grip" - 2003
- Jennifer Lopez - "I'm Glad" - 2003
- Christina Aguilera - "Fighter" - 2003
- Ludacris - "Act A Fool" - 2003
- Pink - "Feel Good Time" - 2003
- Beyoncé Knowles com Jay-Z - "Crazy In Love" - 2003
- Mya - "My Love Is Like...Wo!" - 2003
- Ruben Studdard - "Flying Without Wings" - 2003
- Madonna - "Hollywood" - 2003
- Nelly com Murphy Lee e P. Diddy - "Shake Ya Tailfeather" - 2003
- Jessica Simpson - "Sweetest Sin" e Nick Lachey - "Shut Up"
- Mary J. Blige - "Love @ 1st Sight" - 2003
- Hilary Duff - "So Yesterday" - 2003
- Beyoncé Knowles, Missy Elliott, MC Lyte e Free - "Fighting Temptation"
- Da Band - "Bad Boy This, Bad Boy That" - 2003
- Pink - "Trouble" - 2003
- Limp Bizkit - "Behind Blue Eyes" - 2003
- Britney Spears com Madonna - "Me Against The Music" - 2003
- Blink-182 - "Feeling This" - 2003
- Mary J. Blige com Eve - "Not Today" - 2003
- Triumph the Insult Comic Dog - "I Keed" - 2003
- Puddle of Mudd - "Away From Me" - 2003

11ª Temporada
- Hilary Duff - "Come Clean" - 2004
- Chingy com Jason Weaver - "One Call Away" - 2004
- Britney Spears - "Toxic" - 2004
- D12 - "My Band" - 2004
- Jessica Simpson - "Take My Breath Away" - 2004
- Jay-Z - "99 Problems" - 2004
- Brandy com Kanye West - "Talk About Our Love" - 2004
- Hilary Duff e Haylie Duff - "Our Lips Are Sealed" - 2004
- Usher - "Confessions Part II" - 2004
- Mase - "Welcome Back" - 2004
- Nelly - "Flap Your Wings" e Nelly com Jaheim - "My Place" - 2004
- Green Day - "American Idiot" - 2004
- Good Charlotte - "Predictable" - 2004
- Ja Rule com R. Kelly e Ashanti - "Wonderful" - 2004
- Xzibit - "Hey Now" - 2004
- Eminem - "Just Lose It" - 2004
- Lindsay Lohan - "Rumors" - 2004
- Nelly com Christina Aguilera - "Tilt Ya Head Back" - 2004
- Gwen Stefani - "What You Waiting For?" - 2004
- Ashlee Simpson - "La La" - 2004
- Jennifer Lopez - "Get Right" - 2005
- Twista com Faith Evans - "Hope" - 2005
- Snoop Dogg - "Let's Get Blown"

12ª Temporada
- 50 Cent com Olivia - "Candy Shop" - 2005
- Mariah Carey - "It's Like That" - 2005
- Snoop Dogg, Charlie Wilson e Justin Timberlake - "Signs" - 2005
- Nelly - "Errtime" - 2005
- Kelly Osbourne - "One Word" - 2005
- Shakira com Alejandro Sanz - "La Tortura" - 2005
- The Game - "Dreams" - 2005
- Ludacris com Bobby Valentino - "Pimpin' All Over The World" - 2005
- Mariah Carey - "Get Your Number" - 2005
- Foo Fighters - "Best Of You" - 2005
- Jessica Simpson - "These Boots Are Made For Walkin'" - 2005
- Ashlee Simpson - "Boyfriend" - 2005
- 50 Cent - "Window Shopper" - 2005
- Lindsay Lohan - "Confessions Of A Broken Heart (Daughter To Father)" - 2005
- Shakira - "Don't Bother" - 2005
- Jamie Foxx - "Unpredictable" - 2005
- Korn - "Twisted Transistor" - 2005
- Kanye West com Adam Levine - "Heard 'Em Say" - 2005
- Beyoncé Knowles com Slim Thug - "Check On It" - 2005

13ª Temporada
- The Notorious B.I.G. - "Spit Your Game" com Twista, Krayzie Bone e 8Ball & MJG - 2006
- Daddy Yankee - "Gangsta Zone" - 2006
- Mariah Carey,Feat.Snoop Dogg - "Say Somethin" - 2006
- Fall Out Boy - "A Little Less Sixteen Candles, A Little More Touch Me" - 2006
- Nick Lachey - "What's Left Of Me" - 2006
- T.I. - "Why You Wanna" - 2006
- Ashlee Simpson - "Invisible" - 2006
- Christina Aguilera - "Ain't No Other Man" - 2006
- Jessica Simpson - "A Public Affair" - 2006
- Justin Timberlake - "SexyBack" - 2006
- Danity Kane - "Show Stopper" - 2006
- Ludacris com Pharrell - "Money Maker" - 2006
- Fergie- London Bridge- 2006

14ª Temporada
- Backstreet Boys - Inconsolable
- 50 Cent feat. Justin Timberlake & Timbaland - Ayo Technology
- Rihanna - Shut Up And Drive
- Avril Lavigne - Girlfriend
- Nelly Furtado - Maneater
- Robert Randolph & The Family Band - The Thrill Of It
- Pink - Stupid Girls
- Beyoncé - Listen
- Jennifer Lopez - Do It Well